# Panneau d'annonce de radar automatique en France
Le panneau d'annonce de radar automatique est, en France, un panneau de signalisation routière qui a pour objet de prévenir l'usager de la proximité d'un radar automatique. Autorisé en 2008, ce panneau avancé n'est plus réglementaire à partir du 12 mai 2011. Le panneau est ré-introduit le 4 mars 2013 sous la présidence de François Hollande. Sa signification est « signal annonçant une zone où la vitesse est contrôlée par un ou des radars automatiques » et il est codifié SR3.

## Histoire

### Prémices de la création d'un panneau annonçant un radar automatique
Les textes juridiques qui ont permis la mise en place des radars automatiques (loi du 12 juin 2003 renforçant la lutte contre la violence routière et arrêté du 27 octobre 2003 portant sur la création du système de contrôle sanction automatisé) ne prévoient pas de signalisation spécifique pour les radars automatiques, qu'ils soient fixes ou mobiles.
Les modalités de mise en place de ce panneau apparaissent dans la circulaire du 3 février 2004 relative au « déploiement des dispositifs des contrôles automatisés ».
Fin 2005, la mise en place d'un panneau d'annonce de radar en amont d'un radar embarqué est supprimée.
L'arrêté du 11 février 2008 relatif à la signalisation des routes et des autoroutes officialise enfin ce panneau déjà utilisé depuis quatre ans. Une nouvelle famille de panneaux est créée par cet arrêté : les panneaux d'information de sécurité routière, codés SR. Le panneau annonçant un radar est codé SR3. Sont officialisés également les panneaux rappelant sur autoroute l’espacement que les usagers doivent laisser entre leurs véhicules (SR2), les panneaux de vidéosurveillance (SR4) et les panneaux d'information générale de sécurité routière (SR50).

### Suppression, puis réintroduction des panneaux
En 2007, l'idée de supprimer ces panneaux de signalisation, à l'instar de ce qui est déjà le cas pour les radars mobiles, a été lancée. Néanmoins, Dominique Bussereau, secrétaire d'État chargé des Transports, a confirmé le 26 juin que le gouvernement n'avait pas l'intention de supprimer ces panneaux de signalisation,.
Le 11 mai 2011, à la suite d'une réunion interministérielle sur la sécurité routière, le gouvernement Fillon annonce, entre autres mesures, la suppression des panneaux de signalisation des radars. La mesure devient effective avec l'arrêté du 12 mai 2011 qui supprime formellement les panneaux SR3a et SR3b de la liste officielle des panneaux autorisés à être implantés sur le domaine public routier français. Ces panneaux sont réintroduits par l'arrêté du 4 mars 2013.

### Création de variantes des panneaux
Les panneaux SR3d et SR3e sont introduits par l'arrêté du 5 janvier 2017. Ces variantes des panneaux déjà en place sur les routes ont été créées à la demande des automobilistes, pour lesquels l'information affichée à l'approche d'un radar était insuffisante.
Le panneau SR3d est une évolution du panneau SR3b sans les mentions « pour votre sécurité » et « contrôles radars fréquents », et le symbole d'un camion présent sur l'ancien panneau est supprimé. Ce panneau est utilisé dans les itinéraires « leurres », complété par un panonceau d'étendue, et répété après certaines intersections.
Le panneau SR3e inclut, en haut du symbole du panneau SR3d, un panneau B14 indiquant la vitesse à ne pas dépasser au franchissement du radar.

## Distances
La distance entre le panneau et le radar dépend de la vitesse maximale autorisée sur la voie sur laquelle est posé le dispositif:
| Limitation de vitesse | Distance       |
| --------------------- | -------------- |
| 130 km/h              | 600 m (± 50 m) |
| 80 km/h               | 400 m (± 50 m) |
| 70 km/h               | 300 m (± 50 m) |

## Galerie

### Modèles

SR3a : Annonce d'une zone où la vitesse est contrôlée par un ou plusieurs dispositifs de contrôle automatisé.
SR3b : Annonce d'une zone où la vitesse est contrôlée par un ou plusieurs dispositifs de contrôle automatisé.
SR3c1 : Annonce d'une zone où la vitesse est contrôlée par un ou plusieurs dispositifs de contrôle automatisé sur toute la longueur du tunnel.
SR3c2 : Annonce d'une zone où la vitesse est contrôlée par un ou plusieurs dispositifs de contrôle automatisé sur toute la longueur du chantier.
SR3c3 : Annonce d'une zone où la vitesse est contrôlée par un ou plusieurs dispositifs de contrôle automatisé sur toute la longueur du pont.
SR3d : Annonce d'une zone où la vitesse est contrôlée par un ou plusieurs dispositifs de contrôle automatisé.
SR3e : Annonce d'une zone où la vitesse est contrôlée par un ou plusieurs dispositifs de contrôle automatisé.

### Utilisation des panneaux

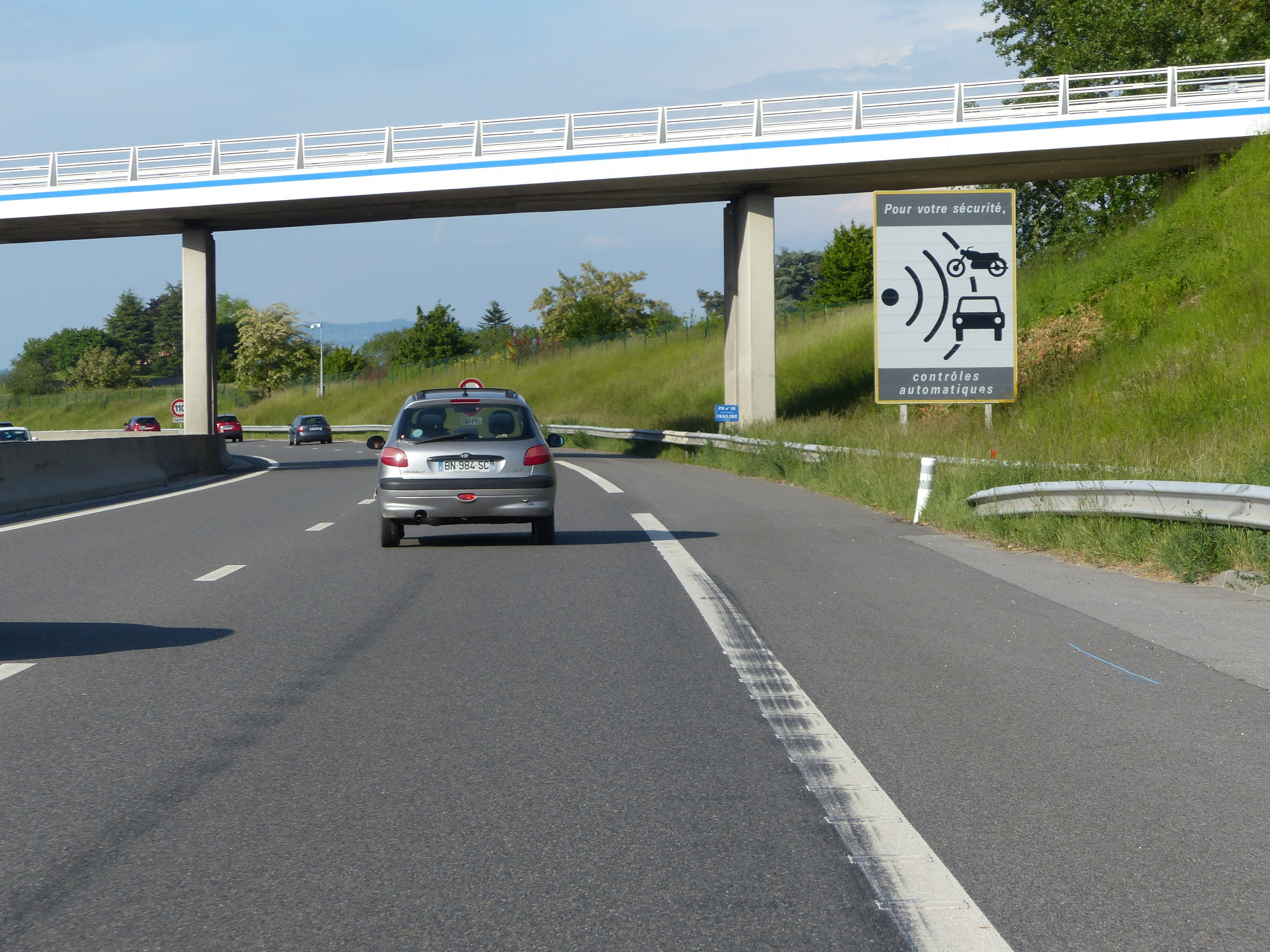
SR3a (A40, Collonges-sous-Salève, Haute-Savoie).
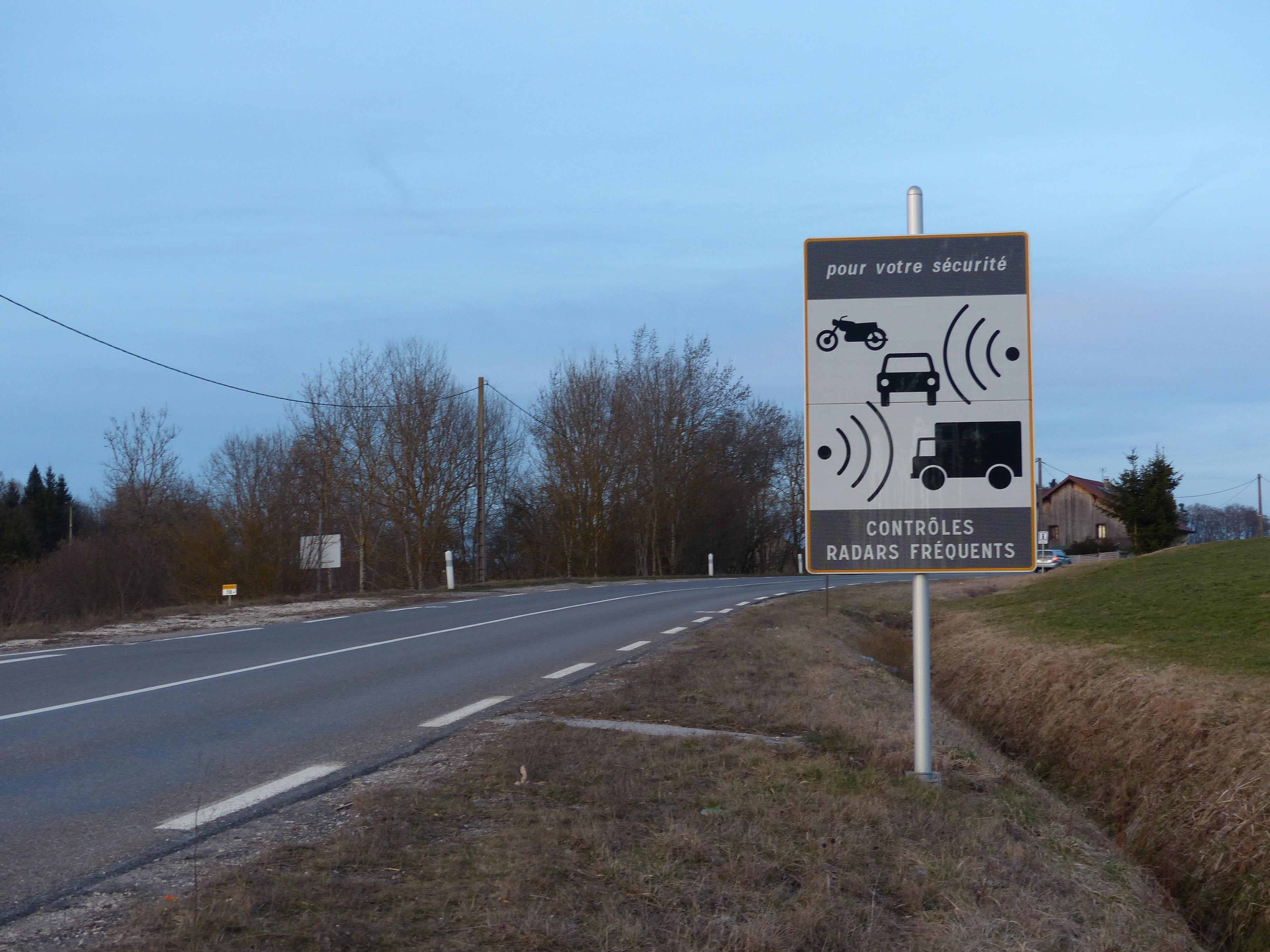
SR3b (RD 1203, col d'Évires, Haute-Savoie).
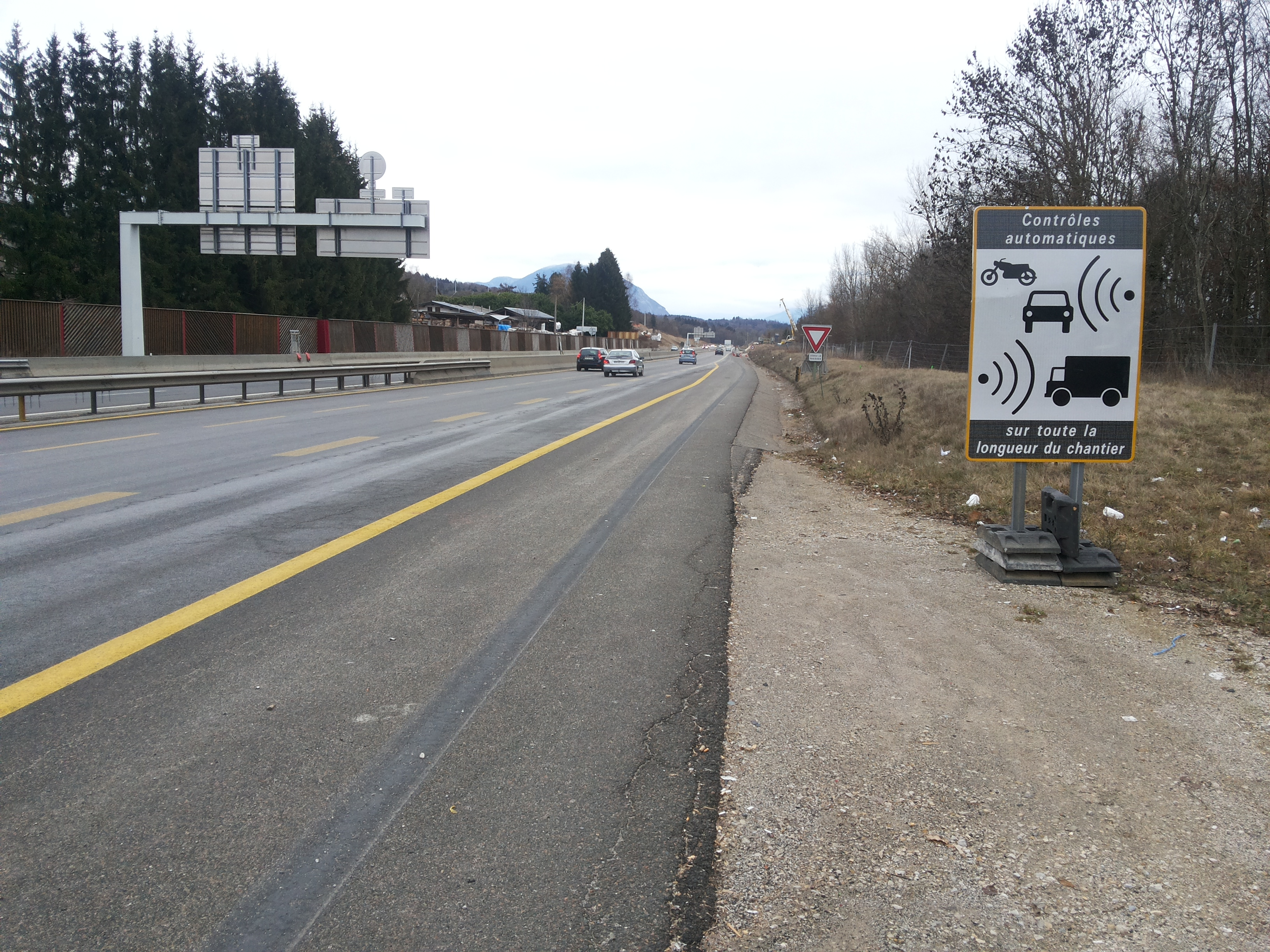
SR3c2 (A41, près d'Annecy, Haute-Savoie).
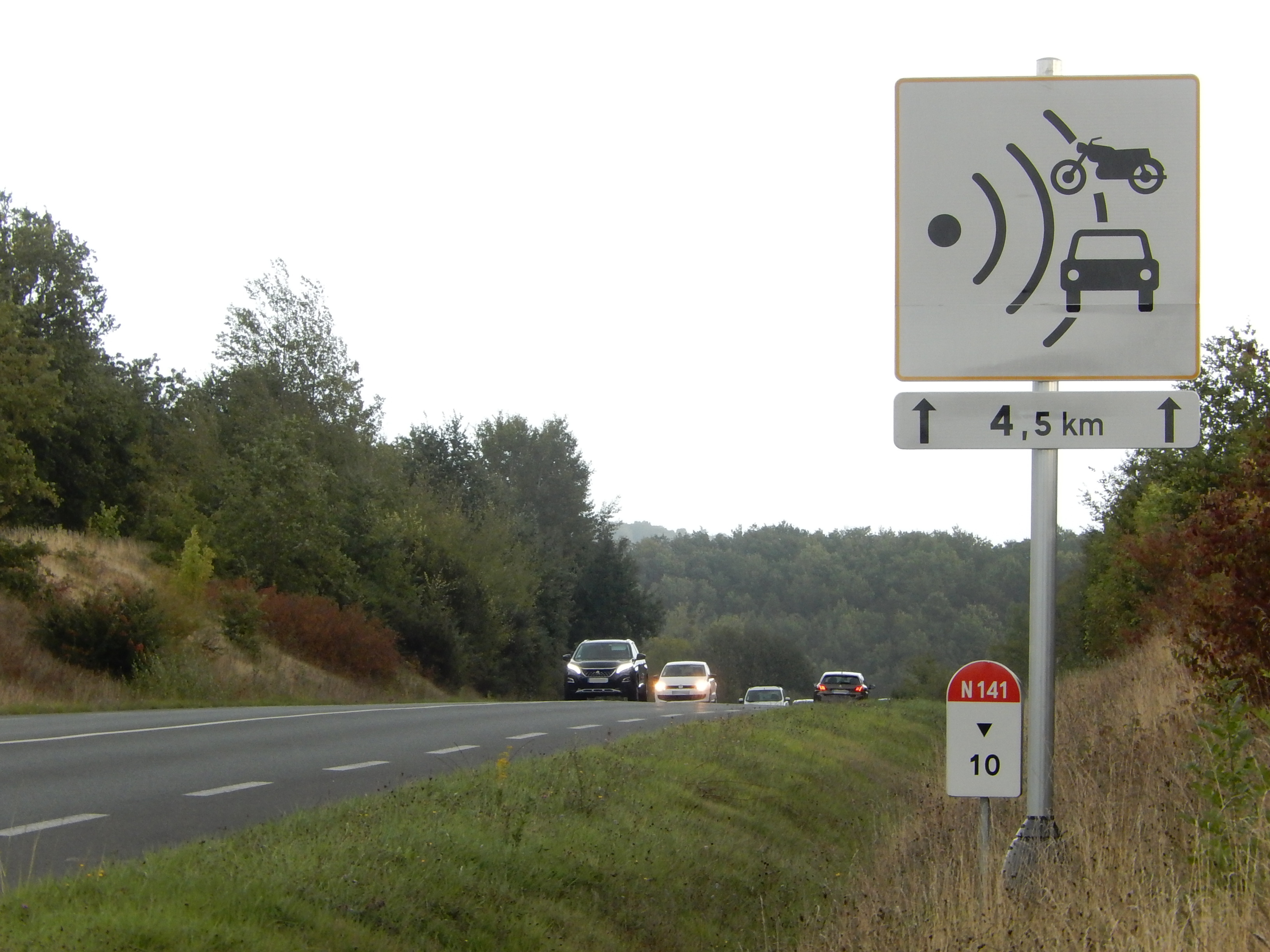
SR3d (RN 141, Chaniers, Charente-Maritime).
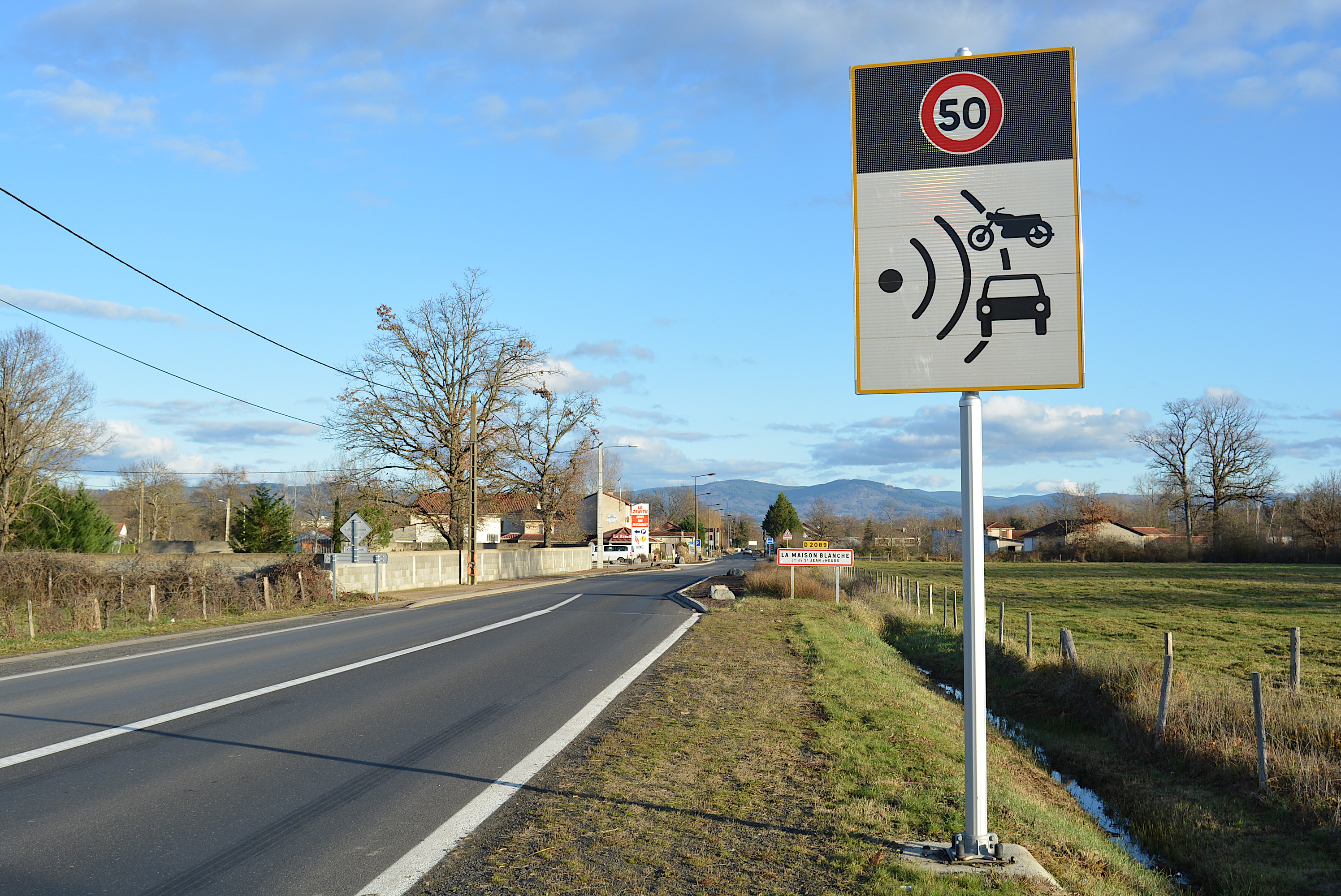
SR3e (RD 2089, Saint-Jean-d'Heurs, Puy-de-Dôme).